# سالو (طعام)

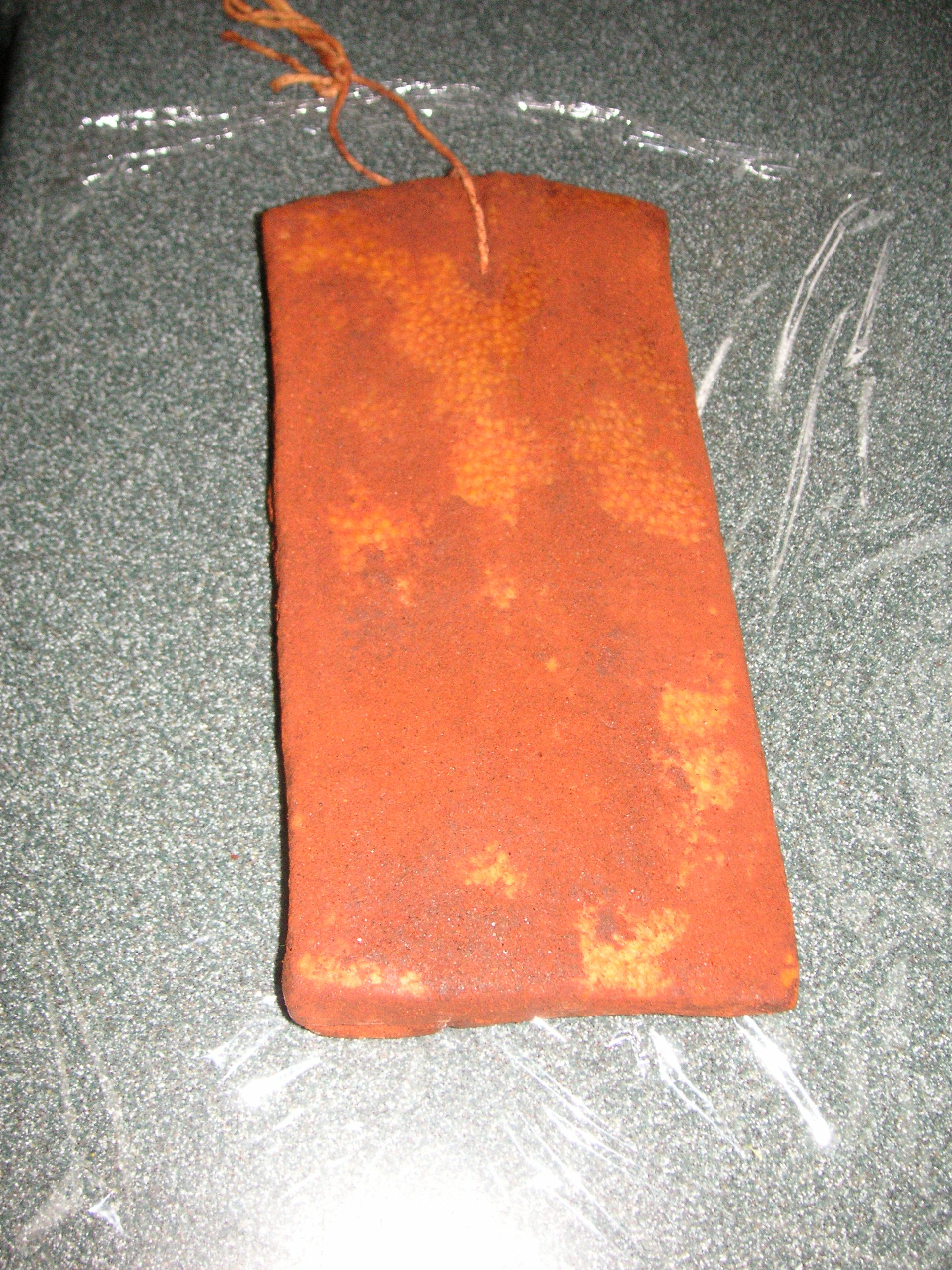
لوح من سلونينا، ذو شعبية في أوروبا الشرقية

سالو هو طبق تقليدي ذو طابع سلافي يتكون من شرائح من لحم الخنزير (نادراً ما تكون من لحم بطن الخنزير بل من لحم الظهر) مع أو بدون جلد. من الشائع تناول هذا الطبق وهو معروف بأسماء مختلف في عدد من دول المنطقة. يتم تنكيه اللحم بملح الطعام أو بمحلول ملحي مخمر، ومن هنا أخذ الاسم، فكلمة solonýna بالأوكرانية تعني أي نوع من أنواع اللحوم المجففة. في أوروبا الشرقية، تستخدم البابريكا أو أي توابل أخرى، في حين تتبع طريقة التدخين في إعداد الطبق. وهذا الطبق شائع أيضاً في صربيا وبلغاريا ومقدونيا.

## الحفظ
للحفظ، يتم تمليح السالو وأحياناً يدخّن ويحفظ في مكان مظلم وبارد، حيث يدوم لسنة أو أكثر. تقطع شرائح الدهن أولاً إلى قطع ملائمة بحجم 15×20 سنتمتر. توضع شرائح الدهن (بحيث يكون الجلد للأسفل) في صندوق أو برميل خشبي وفوقها طبقات بسماكة سنتمتر واحد من الملح. لإضافة النكهة تضاف التوابل، وقد يغطي السالو بطبقة كثيفة من الفلفل الأحمر (تتبع هذه الطريق في المناطق الغربية) كما قد يوضع ثوم مفروم أو فلفل أسود.
عندما يحفظ السالو لفترات طويلة أو عند تعرضه للضوء، قد يتأكسد الدهن على السطح ويصبح أصفر اللون ويصبح طعمه مراً. في هذه الحالة لا تعد طبقة الدهن صالحة للأكل، بل يمكن حينئذ استخدامها على الأحذية الجلدية لتصبح مضادة للماء أو كطعم في مصائد الفئران أو يمكن تحويلها إلى صابون منزلي الصنع.